# Grecsák Károly
Grecsák Károly (Versec, 1854. november 15. – Budapest, 1924. december 17.) magyar politikus, jogász, országgyűlési képviselő, bíró, kúriai tanácselnök, igazságügy-miniszter.

## Élete
Grecsák Károly (1828–1889) és Milloschitz Anna (1833–1888) fiaként született Versecen, a Temesi Bánság népes városában. 
Jogi tanulmányait Budapesten végezte, 1877-ben tett ügyvédi vizsgát . Ezt követően Versecen ügyvédkedett 1881-ig amikor a Mérsékelt Ellenzék országgyűlési képviselője lett. A képviselőtársával, a magyar mágnás, gróf Károlyi Istvánnal történt szóbeli incidens után 1891-ben otthagyta a képviselőséget. 1884-1891 között az első német nyelvű ellenzéki napilap, a Budapester Tageblatt alapítója és szerkesztője volt. A lap azzal a céllal indult el, hogy a Mérsékelt Ellenzék pártprogramját megismertesse a német nyelvű lakossággal. Szilágyi Dezső igazságügyminiszter 1891-ben, az ítélőtáblák szervezésekor a szegedi táblához nevezte ki bíróvá. 
1901-től Budapesten kúriai bíró, 1913-1917 között kúriai tanácselnök volt. 1917. június-augusztus között az Igazságügyi Minisztérium államtitkára, majd 1917. augusztusától 1918. januárjáig igazságügy-miniszter. Miniszteri nyugdíjazását követően Budapesten ügyvéd. 1920-ban alapítója, majd két évig elnöke volt a Magyar Rendpártnak, (mely 1922-ben gróf Bethlen István miniszterelnök Egységes Pártjához csatlakozott.)
1884-ben az Erzsébetvárosi Kör megszervezője. 1907-ben – többéves küzdelem után  – ő alapította meg az Országos Bírói és Ügyészi Egyesületet, amelynek 15 éven át elnöki pozícióját is betöltötte.
1904-től 1916-ig szerkesztője a Magyar Döntvénytár 21 kötetének, 1911-ben főszerkesztője a Codex Hungaricus című Magyar törvények tízkötetes gyűjteményének. 1912-től 1916-ig az Új Döntvénytár kereskedelmi jogi köteteit is szerkesztette. 1914-től egyik alapítója, szerkesztője, majd főszerkesztője lett a Kereskedelmi Jog című szakfolyóiratnak. 
Elsősorban kereskedelmi joggal foglalkozott, számos, a gyakorlatban igen elterjedt kommentárt (váltójog, csődjog, ker.-i jog stb.) írt.  
Házastársa Konstantinovits Anna (1862–1943) volt.

## Főbb művei
- A csődtörvény zsebkönyve: 1881. évi XVII. törvényczikk. Budapest: Grill, 1913. 327 p.
- A kereskedelmi törvény zsebkönyve. Budapest: Grill, 1908. 576 p.
- Az új nyugdíjtörvény. Budapest: Grill, 1913. 212 p.
- A választási bíráskodás a gyakorlatban. Budapest: Franklin, 1903. 376 p.
- A váltótörvény (1876. évi XXVII. törvényczikk) magyarázata: különös tekintettel a M. Kir. Curia bírói gyakorlatára. Budapest: Athenaeum, 1897. 525 p.

## További információ
- Grecsák Károly életrajza. Országgyűlési Könyvtár. Magyar Jogi Portál
- Grecsák Károly digitalizált művei az Országgyűlési Könyvtárban.